# Zábrdský kopec
Zábrdský kopec (501 m n. m.) je vrch v okrese Liberec Libereckého kraje. Leží asi 1 km severozápadně od vesnice Zábrdí na příslušném katastrálním území.

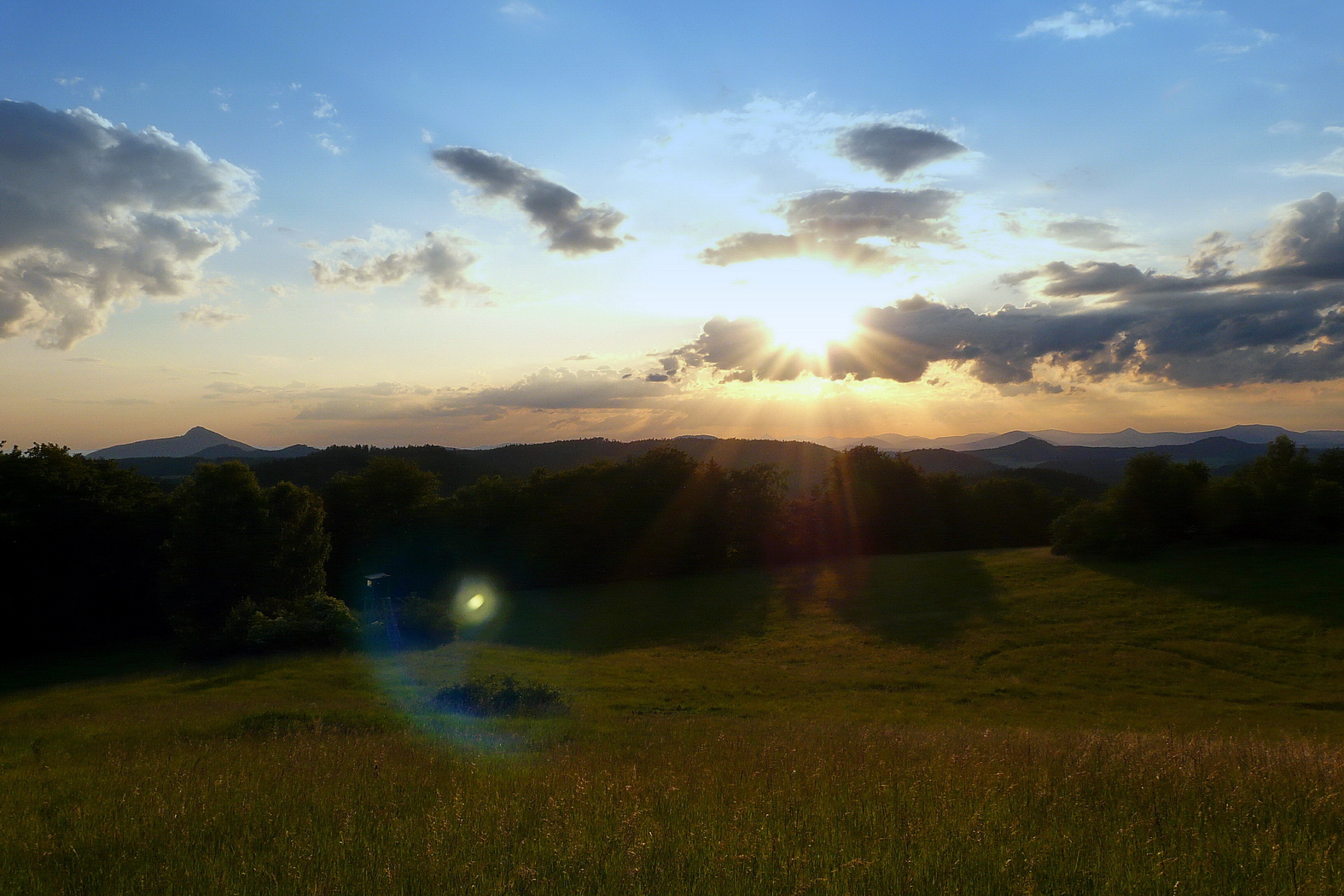
Ralská pahorkatina ze Zábrdského kopce

## Geomorfologické zařazení
Vrch náleží do celku Ralská pahorkatina, podcelku Zákupská pahorkatina, okrsku Kotelská vrchovina, podokrsku Zábrdská vrchovina a Rozstánské části.

## Přístup
Nejlepší pěší přístup je ze Zábrdí nebo od lesního hřbitova na západním úpatí kopce. Automobilem se dá přijet po silnici Cetenov – Osečná. Asi 2 km na východ leží známá NPP Čertova zeď.